# 東海丸
東海丸はかつて日本郵船が保有した汽帆走客船である。

## 概要
1870年にイギリスグラスゴーのJ.G.ローリー社にて建造された。
1873年にユニオン・スチーム・ナヴィゲーション社が取得し、「アカンザ(ACANTHA)」号として運用する。
1875年に郵便汽船三菱会社が購入し、東海丸と名を改め、西南戦争、台湾出兵に際し軍隊輸送に従事。
1879年の琉球処分の後、琉球藩王尚泰の東京移住命令を下された際には、尚泰は神戸まで東海丸に座乗している。
その後1885年、三菱会社の合併に際して船籍は日本郵船に引き継がれ、当時日本郵船の指定航路であった青函航路に就役している。
1903年10月28日夜半、悪天候の中で青森を出港した東海丸は津軽海峡を北上。
夜間に加え猛吹雪、濃霧と視界が極端に悪化する航海条件の中、東海丸は汽笛を鳴らしながら航海を続けたが、翌29日午前4時頃に渡島半島の矢越岬沖合で、東海丸は突如視界の中から現れたロシア貨物船「プログレス」と衝突。船腹に「プログレス」船首が食い込んだ東海丸は直後、浸水により傾斜をはじめる。
久田佐助船長の迅速な指示により、乗員乗客の全ては救命ボートで脱出。東海丸にただ一人残った久田船長は沈没の瞬間まで東海丸の非常汽笛を鳴らし、救助を求め続けた。
29日5時10分頃、東海丸は沈没したものと思われる。
脱出した乗員乗客のうち、激浪により救命ボートが転覆し47名が犠牲となり、残る57名は一時はその場を去ったものの、非常汽笛を聞きつけ戻ってきた「プログレス」に救助された。

## 要項
総トン数：652.84t(購入時)/1223t(沈没時)

機関：二連成往復動機関